# Lone Sloane
Pour les articles homonymes, voir Sloane.
Lone Sloane est un personnage récurrent dans les bandes dessinées de Philippe Druillet.

## Albums
Lone Sloane apparaît dans les albums suivants :
- 1966 : Lone Sloane : Le Mystère des Abîmes (éditions Éric Losfeld - réédité sous le titre Lone Sloane 66 aux Humanoïdes Associés)
- 1972 : Les 6 Voyages de Lone Sloane (éditions Dargaud)
- 1973 : Delirius (scénario de Jacques Lob - éditions Dargaud)
- 1978 : Gaïl (édité par l'auteur)
- 1980 : Salammbô (d'après le roman de Gustave Flaubert - Les Humanoïdes Associés)
- 1982 : Carthage (suite de Salammbô - éditions Dargaud)
- 1986 : Matho (suite et fin de Salammbô - éditions Dargaud)
- 2000 : Chaos (éditions Albin Michel)
- 2000 : Intégrale de Lone Sloane (éditions Albin Michel)
- 2012 : Délirius 2 (éditions Drugstore)
- 2020 : Babel (scénario de Xavier Cazaux-Zago, dessins de Dimitri Avramoglou, couleurs de Stéphane Paîtreau - éditions Glénat)

## En anglais
Par l'éditeur NBM Publishing.